# 黒駒村
黒駒村（くろこまむら）は山梨県東八代郡にあった村。現在の笛吹市南東部、国道137号沿線にあたる。

## 地理
- 山：旭山、達沢山、釈迦ヶ岳、大栃山、八丁山、御坂山地（御坂山）
- 河川：金川

## 歴史
- 1892年（明治25年）4月1日 - 上黒駒村・下黒駒村・藤野木村が合併して発足。
- 1955年（昭和30年）4月29日 - 錦生村と合併して御坂町が発足。同日黒駒村廃止。

## 交通

### 道路
- 国道137号